# Индекс Рандича
Индекс Рандича (англ. Randić index), известный также как индекс связности неориентированного графа {\displaystyle G=\left\langle A,V\right\rangle }, является суммой вкладов по ребрам {\displaystyle {\frac {1}{\sqrt {d(v_{i})d(v_{j})}}}}, где {\displaystyle v_{i}} и {\displaystyle v_{j}} — вершины, образующие ребро, {\displaystyle d(v_{k})} — степень вершины {\displaystyle v_{k}}:
{\displaystyle r=\sum _{(v_{i},v_{j})\in V}{\frac {1}{\sqrt {d(v_{i})d(v_{j})}}}}.

## История
Этот инвариант графов был введен Миланом Рандичем в 1975 г. Он часто используется в математической химии и хемоинформатике при построении количественных корреляций «структура-свойство».

## Примеры совпадения индекса для неизоморфных графов
Индекс Рандича характеризуется неплохой дифференцирующей способностью, однако не является полным инвариантом. Для приведенных ниже пар графов он совпадает, хотя графы не являются изоморфными.
| Параметр                            | 1                                                                     | 2                                                                     |
| ----------------------------------- | --------------------------------------------------------------------- | --------------------------------------------------------------------- |
| Граф                                |                                                                       |                                                                       |
| Мини-код {\displaystyle \mu _{min}} | 3885                                                                  | 3576                                                                  |
| Индекс Рандича {\displaystyle r}    | {\displaystyle {\frac {4}{3}}+{\frac {2{\sqrt {6}}}{3}}\approx 2,966} | {\displaystyle {\frac {4}{3}}+{\frac {2{\sqrt {6}}}{3}}\approx 2,966} |

| Параметр                            | 1    | 2    |
| ----------------------------------- | ---- | ---- |
| Граф                                |      |      |
| Мини-код {\displaystyle \mu _{min}} | 7916 | 7672 |
| Индекс Рандича {\displaystyle r}    | 3    | 3    |